# Finlandia en los Juegos Paralímpicos de Atenas 2004
Finlandia estuvo representada en los Juegos Paralímpicos de Atenas 2004 por un total de 54 deportistas, 31 hombres y 23 mujeres.

## Medallistas
El equipo paralímpico finlandés obtuvo las siguientes medallas:
| Nombre           | Deporte   | Evento                                      |
| ---------------- | --------- | ------------------------------------------- |
| Oro              |           |                                             |
| Marjaana Väre    | Atletismo | Jabalina F42-46 femenino                    |
| Leo-Pekka Tähti  | Atletismo | 100 m T54 masculino                         |
| Leo-Pekka Tähti  | Atletismo | 200 m T54 masculino                         |
| Minna Leinonen   | Tiro      | Rifle de aire en posición tendida SH2 mixto |
| Plata            |           |                                             |
| Rauno Saunavaara | Atletismo | Jabalina F54 masculino                      |
| Bronce           |           |                                             |
| Tiina Ala-Aho    | Atletismo | Jabalina F33/34/52/53 femenino              |
| Markku Niinimäki | Atletismo | Peso F54 masculino                          |
| Jani Kallunki    | Yudo      | –66 kg masculino                            |